# فقه النكاح
فقه النكاح، هو أحد فروع الفقه في الإسلام والذي يعنى بالزواج وبكل ما يتعلق به من إحكام شرعية، من بيان أهميته والترغيب فيه وبيان الحكم الشرعي فيه، والحديث عن عقد الزواج وما يتعلق به من أحكام وشروط، وبيان الفرق بينه وبين خطبة الزواج، وأهلية النكاح، والولاية، والشهادة والكفاءة والوكالة، والحديث عن بعض أنواع الزواج المستحدث كزواج المسيار وغيره.
بني فقه النكاح في الإسلام من القرآن وأحاديث النبي محمد في الحديث النبوي وفتاوي العلماء الدينيين التي تحصر العلاقة الجنسية في إطار العلاقات الزوجية فقط بين الرجل والمرأة في حين أن معظم المذاهب تُثبط العزوبة.(1) ويُشجع الإسلام على العفة والحياء والخصوصية فيما يتعلق بأي علاقة زوجية، معتمدين على أن العلاقة الحميمة كما يتصورها الإسلام منحصرة تمامًا في إطار الزواج. يحظر الإسلام ممارسة الجنس خارج إطار الزواج.
يصف القرآن العلاقة الزوجية بأنها (مودة ورحمة) لقول الله ﴿وَمِنْ آيَاتِهِ أَنْ خَلَقَ لَكُمْ مِنْ أَنْفُسِكُمْ أَزْوَاجًا لِتَسْكُنُوا إِلَيْهَا وَجَعَلَ بَيْنَكُمْ مَوَدَّةً وَرَحْمَةً إِنَّ فِي ذَلِكَ لَآيَاتٍ لِقَوْمٍ يَتَفَكَّرُونَ ۝٢١﴾ [الروم:21]. وهناك أيضًا بعض القيود في هذه العلاقات المسموح بها، على سبيل المثال: يحرم الجماع أثناء الحيض أو النفاس. كما أن ممارسة الجنس الشرجي محرم مطلقا. كما يسمح باستخدام وسائل منع الحمل لتنظيم النسل ومنها العزل، لكنه يحرم استخدام وسائل منع الحمل الدائمة إلا لضرورة طبية أو شرعية في تأخير النسل لفترة محدودة.
يمنع الإسلام الإجهاض مطلقًا بعد نفخ الروح، رغم أن القرآن لم يتطرق إلى الإجهاض بشكل مباشر، واختلف الفقهاء حول الإجهاض قبل نفخ الروح ففيه خلاف: فجمهور العلماء على تحريمه ومنهم من قال بالكراهة، ومنهم من قال بالجواز لعذر، ومنهم من قال بعدم الجواز مطلقًا، وأشهر هذه الأقوال بين المذاهب الفقهية هي الجواز في الأربعين الأولى من مراحل الجنين (وهي مرحلة النطفة) إذا كان هناك عذر (مثل وجود خطر على حياة الأم أو أن الحمل جاء من زنا أو اغتصاب).
تنظر المذاهب الفقهية في الإسلام والتي تعتمد على أسس قرآنية وأحاديث نبوية إلى أن المثلية الجنسية هي شذوذ جنسي وخروج عن فطرة الإنسان. ويصنف العلماء هذه العلاقة بالخطيئة والجريمة يجب أن يحاسب عليها المشارك فيها.

## تحديد وتنظيم الأسرة
يسمح باستخدام وسائل منع الحمل لتنظيم النسل ومنها العزل، حيث أباح جمهور من علماء المسلمين عملية العزل في الجماع إذا دعت إليه الحاجة، واستشهدوا بحديث عن جابر بن عبد الله رضي الله عنهما قال: «كُنَّا نَعْزِلُ عَلَى عَهْدِ رَسُولِ اللهِ صَلَّى اللهُ عَلَيْهِ وآلِهِ وَسَلَّمَ، فَبَلَغَ ذَلِكَ نَبِيَّ اللهِ صَلَّى اللهُ عَلَيْهِ وآلِهِ وَسَلَّمَ، فَلَمْ يَنْهَنَا»، وقال بعضهم أنه لا يجوز إلا بإذن الزوجة  لقول الشيخ الفقيه ابن قدامة في كتاب المغني:«وَلَا يَعْزِلُ عَنْ زَوْجَتِهِ الْحُرَّةِ إلَّا بِإِذْنِهَا»
يحرم المسلمون استخدام وسائل منع الحمل الدائمة. ويختلفون بشأن بقية وسائل منع الحمل حيث أن هيئة كبار العلماء السعودية والمجمع الفقهي الإسلامي قد افتوا بالتحريم المطلق لاستخدام جميع وسائل تحديد النسل إلا لضرورة طبية أو شرعية في تأخير النسل لفترة محدودة. لا يقدم القرآن أية معلومات واضحة عن أخلاقيات تحديد النسل، ولكنه يحتوي على عبارات تشجع على إنجاب الأطفال.

## الإجهاض
يمنع الإسلام الإجهاض مطلقًا بعد نفخ الروح، رغم أن القرآن لم يتطرق إلى الإجهاض بشكل مباشر، وولكن علماء المسلمين الذين يرون تحريم الإجهاض مطلقًا يستدلون بآيات تحريم قتل النفس وإهلاك الحرث والنسل، مثل الآية 205 من سورة البقرة: ﴿وَإِذَا تَوَلَّى سَعَى فِي الْأَرْضِ لِيُفْسِدَ فِيهَا وَيُهْلِكَ الْحَرْثَ وَالنَّسْلَ وَاللَّهُ لَا يُحِبُّ الْفَسَادَ ۝٢٠٥﴾ [البقرة:205]، وقوله تعالى: ﴿وَلا تَقْتُلُوا النَّفْسَ الَّتِي حَرَّمَ اللَّهُ إِلَّا بِالْحَقِّ﴾ سورة الأنعام:151. واختلف الفقهاء حول الإجهاض قبل نفخ الروح ففيه خلاف: فجمهور العلماء على تحريمه ومنهم من قال بالكراهة، ومنهم من قال بالجواز لعذر، ومنهم من قال بعدم الجواز مطلقًا، وأشهر هذه الأقوال بين المذاهب الفقهية هي الجواز في الأربعين الأولى من مراحل الجنين (وهي مرحلة النطفة) إذا كان هناك عذر (مثل وجود خطر على حياة الأم أو أن الحمل جاء من زنا أو اغتصاب).

## الهوامش
- 1 : لقول الرسول ﷺ «يَا مَعْشَرَ الشَّبَابِ، مَنِ اسْتَطَاعَ مِنْكُمُ الْبَاءَةَ فَلْيَتَزَوَّجْ، فَإِنَّهُ أَغَضُّ لِلْبَصَرِ، وَأَحْصَنُ لِلْفَرْجِ، وَمَنْ لَمْ يَسْتَطِعْ فَعَلَيْهِ بِالصَّوْمِ؛ فَإِنَّهُ لَهُ وِجَاءٌ.» [21]رواه البخاري.

## وصلات خارجية
- Sexual impurity and ritual bathing (ghusl)
- Article on Sexuality in Oxford Islamic Studies Online نسخة محفوظة 9 مارس 2016 على موقع واي باك مشين.
- Article, "Turning Sex into Sadaqa", from Islam for Today
- Abstaining from Masturbation(بالأردية)
- In search of free air: The harmfulness of pornography and masturbation in Islam, Asif Adnan, Lost modesty (pdf)(بالبنغالية)
- Progressiveislam.org Women's Health Project section on Sex, Birth Control, and Pregnancy
- FSE Project section on Muslim Sexual Ethics
- themodernreligion.com